# Praia de Água de Alto
Praia de Água de Alto.
A Praia de Água de Alto é uma praia portuguesa localizada na freguesia açoriana de Água de Alto, município de Vila Franca do Campo, na ilha de São Miguel.
Esta praia da costa sul da ilha, tal como a Praia dos Trinta Reis que se encontra próxima, encontra-se aninhada por um quadro paisagístico muito curioso, dividindo-se entre a montanha e o mar. Esta praia com cerca de 560 metros dá forma a uma ampla baía com um igualmente amplo areal onde a água do mar é límpida e pura.
Esta praia é vigiada e tem um bom caminho de acesso com estacionamento próprio, bar, instalações sanitárias com duches, acesso a deficientes, embarcações motorizadas